# Anomalon kozlovi
Anomalon kozlovi là một loài tò vò trong họ Ichneumonidae.